# Tosa (Hunderasse)
Der Tosa (jap. 土佐闘犬, Tosa tōken, dt. „Tosa-Kampfhund“ oder 土佐犬, Tosa inu/ken, dt. „Tosa-Hund“ was jedoch auch den Shikoku bezeichnen kann) ist eine von der FCI anerkannte japanische Hunderasse (FCI-Gruppe 2, Sektion 2.1, Standard Nr. 260), die auch als Japanische Dogge bezeichnet wird.

## Herkunft und Geschichtliches
Die Rasseentstehung geht zurück auf die Mitte des 19. Jahrhunderts im Lehen Tosa-han des damaligen Japan. Nach Angaben des Rassestandards entstand der Tosa durch Kreuzung des Shikoku-Ken mit westlichen Rassen wie Bulldog, Mastiff, deutschen Vorstehhunden  und Deutscher Dogge. Möglicherweise waren auch Bernhardiner und Bullterrier an der Entstehung der Rasse beteiligt. Der Tosa wurde ursprünglich zur Verwendung in Hundekämpfen besonderer Art gezüchtet. Die Regeln sind sehr kompliziert und an die von den Sumo Ringern angelehnt.
Diese größte japanische Hunderasse wird heute gern als Wachhund eingesetzt.

## Beschreibung

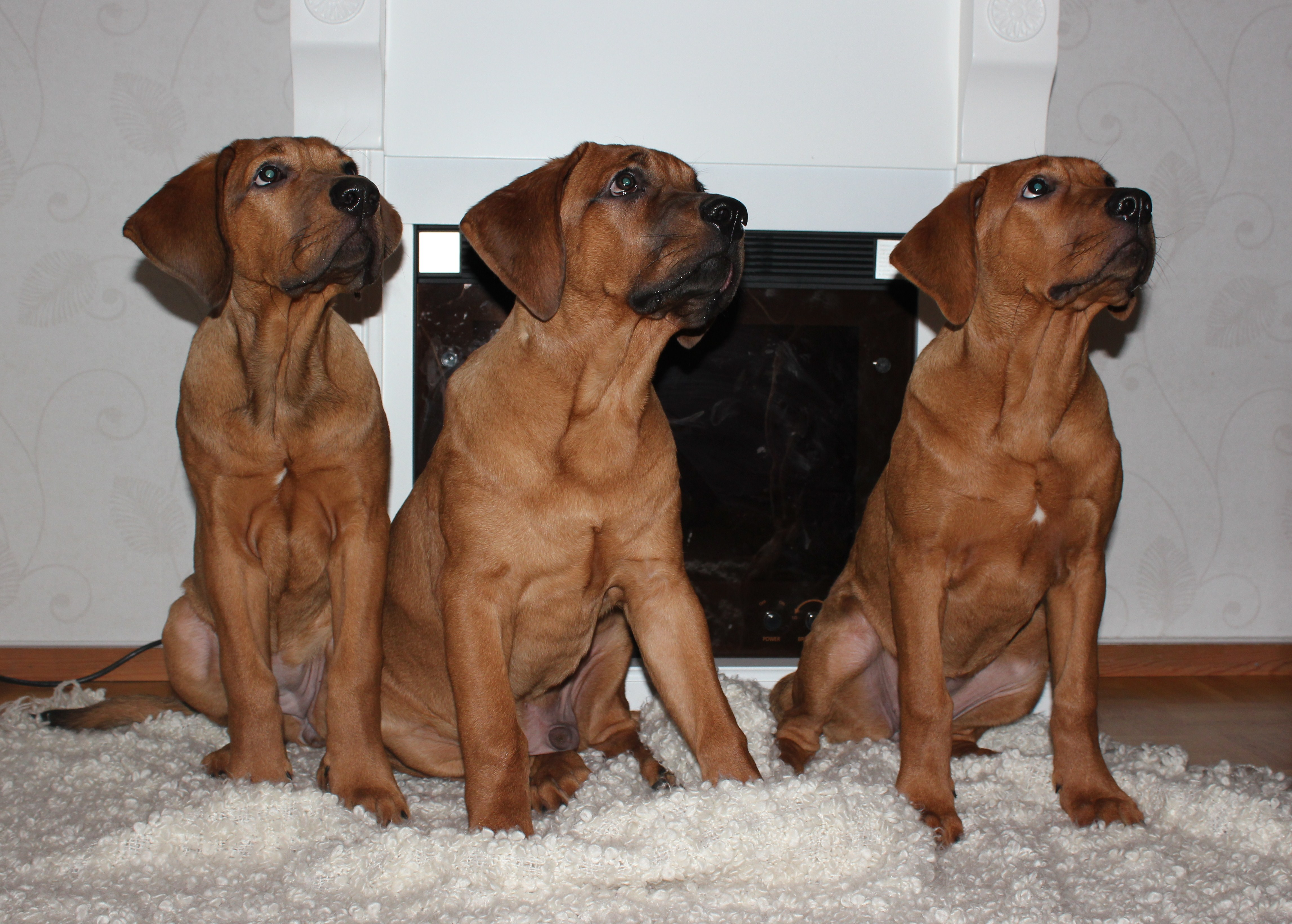
Tosawelpen im Alter von vier Monaten (Foto: Susihurtan)

Der Tosa-Rüde soll nach Rassestandard mindestens 60 cm groß sein, die Hündin mindestens 55 cm bei einem Gewicht von 50 bis 70 Kilogramm (mitunter werden bis zu 90 kg erreicht). Der kraftvolle, muskulöse Körper soll elegant wirken. Typisch sind dabei ein breiter Schädel mit kräftigem Fang und kleinen, hoch angesetzten Ohren, die herunter hängen, sowie ein hoher gerader Rücken und eine lange Rute.
Das Fell ist kurz und in den Farben rot, schwarz, falb, apricot oder gestromt. Alle Farben sind mit diskreten weißen Abzeichen an Brust und Pfoten möglich, bevorzugt wird jedoch ein warmer, kräftiger Rotton mit oder ohne weiße Abzeichen.

## Wesen
Der ideale Tosa soll sich durch Geduld, Gelassenheit, Unerschrockenheit und Mut auszeichnen.

## Rechtslage
Der Tosa ist in manchen Ländern Deutschlands, sowie in einigen Schweizer Kantonen und in Liechtenstein als gefährliche Hunderasse gelistet. In den Kantonen Genf und Wallis sind Zucht, Einfuhr und Haltung verboten. In Österreich steht der Tosa in allen drei listenführenden Ländern (Wien, Niederösterreich, Vorarlberg) auf der Rasseliste. Je nach Land ist ein „Hundeführschein“ (Wien), „Sachkundenachweis“ (Niederösterreich) oder eine Sondergenehmigung des Bürgermeisters (Vorarlberg) zur Haltung erforderlich. In Frankreich und Großbritannien sind Hunde vom „Typus Tosa“ verboten – also nicht nur der Tosa selbst, sondern auch alle Hunde, die wie ein Tosa aussehen. Auch in Dänemark steht er auf der Rasseliste des Hundegesetzes.